# Traités de Portage des Sioux

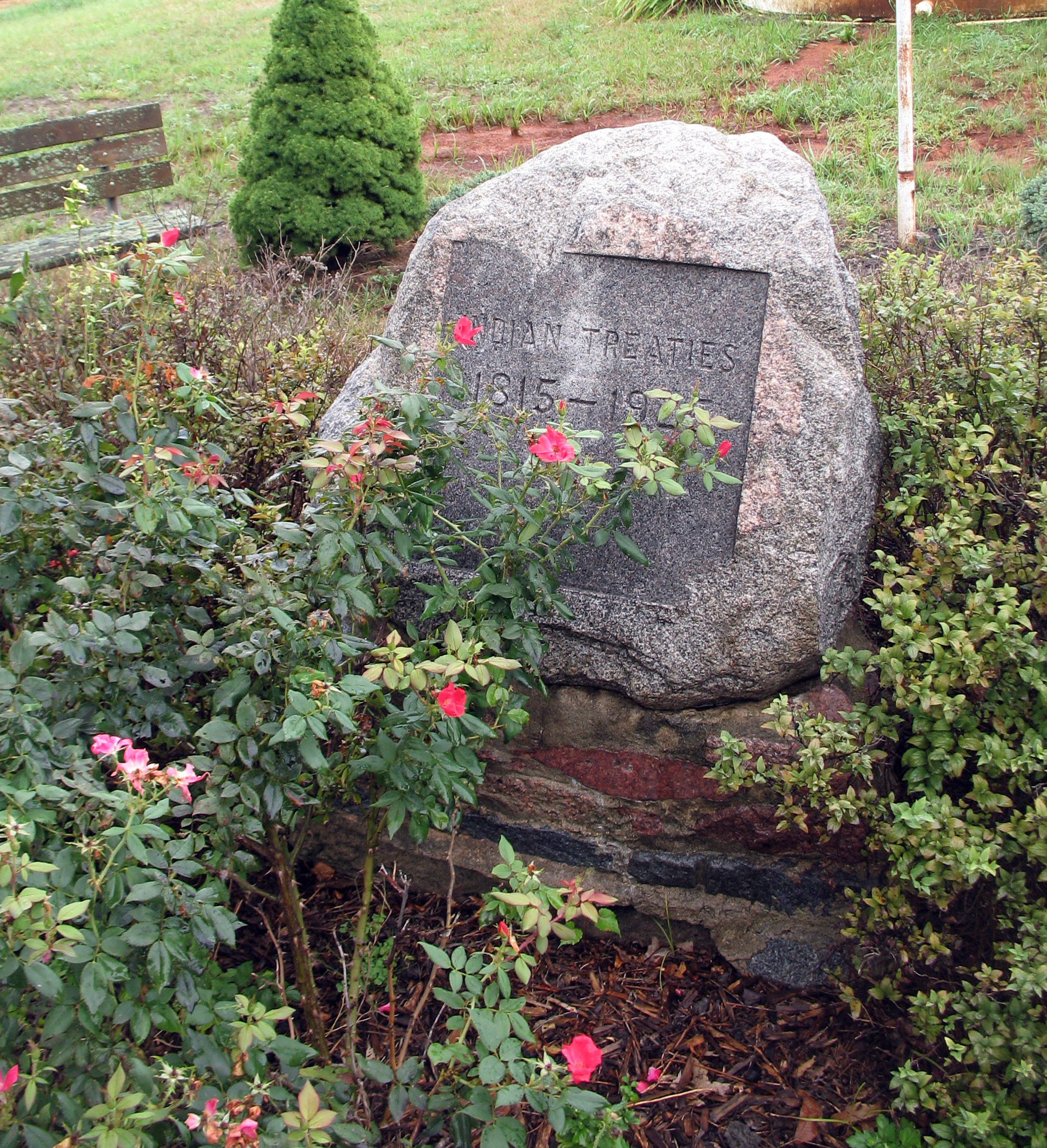
Plaque commémorative du traité

Les traités de Portage des Sioux sont une série d'accords de paix signés, en 1815 dans la ville de Portage des Sioux, entre les Amérindiens et le gouvernement des États-Unis afin de mettre un terme à la guerre de 1812.

## Raisons des traités
Ces traités étaient la conséquence du traité de Gand, qui dans l'article IX demande la « restauration aux tribus ou nations respectives, toutes les possessions, droits, et privilèges qu'elles avaient pu avoir appréciés ou eu droit en 1811 ». Mais ils seront employés pour affirmer et consolider les traités signés avant la guerre de 1812, (dans lesquels les États-Unis avaient acquis de vastes territoires dans le Midwest), auprès des représentants des tribus qui n'avaient pas encore signé.

## Mise en œuvre
Ces traités consolidaient ceux de Saint-Louis (1804) dans lequel les Sauks et les Mesquakies cédaient le nord du Missouri et une grande partie de l'Illinois et du Wisconsin et le traité de Fort Clark (1808) dans lequel la nation des Osages cédait l'ensemble de l'Arkansas et le Missouri.
Ces traités formaient une base juridique pour obliger le déplacement d'Amérindiens à l'ouest de la rivière Missouri dans les Territoires indiens pour permettre la création et l'incorporation de nouveaux États dans l'Union.
Le 11 mars 1815, le président américain, James Madison, nomma William Clark (gouverneur du Territoire du Missouri) et Ninian Edwards (gouverneur du Territoire de l'Illinois) ainsi que René-Auguste Chouteau (riche négociant de fourrure franco-louisianais, fondateur avec son beau-père Pierre Laclède de la ville de Saint-Louis à l'époque de la Louisiane française) pour conclure ces traités. Le président américain autorise une dépense de 20 000 dollars en cadeaux pour les chefs sioux. Les représentants se réunissent à Saint-Louis dans le Missouri le 11 mai 1815 et envoient 37 invitations aux chefs Sioux.
Les délégations des différentes tribus Sioux viendront signer ce traité, dans la cité de Portage des Sioux entre le 18 juillet et le 16 septembre.
Parmi les tribus amérindiennes, figurent :
- Potawatomis
- Piankashaw
- Lakotas
- Mdewakanton
- Sioux
- Omahas
- Kickapous
- Osages
- Sauks
- Mesquakies
- Iowas

## Opposition au traité de Portage des Sioux
Seul Black Hawk (Faucon Noir) refusera de venir signer cet accord. Il décidera de revenir s'installer dans le territoire ancestral de son peuple accompagné d'un millier d'hommes, femmes et enfants. L'armée américaine, aidée de supplétifs composants des milices armées, entameront une guerre, appelée guerre de Black Hawk, contre Black Hawk et son peuple. Plus de la moitié des Amérindiens y perdront la vie.

## Toponymie
La toponymie de Portage des Sioux provient du transport par voie terrestre par les Amérindiens Sioux, des canoës et autres embarcations, entre la rivière Missouri et le Mississippi. Ce nom date de l'époque de la Nouvelle-France et de la Louisiane française quand les explorateurs français et coureurs des bois et trappeurs canadiens-français arpentèrent cette région des Grands Lacs.